# Mielőtt mindennek vége
A Mielőtt mindennek vége (eredeti cím: How It Ends) 2021-es amerikai apokaliptikus filmvígjáték-dráma, amelynek forgatókönyvírója, rendezője és producere Daryl Wein és Zoe Lister-Jones. A főbb szerepekben Lister-Jones és Cailee Spaeny látható.
A film világpremierje a 2021-es Sundance Filmfesztiválon volt 2021. január 29-én. Az Amerikai Egyesült Államokban 2021. július 20-án mutatta be a United Artists Releasing.

## Cselekmény
Az utolsó napon, mielőtt egy meteor a Földdel való ütközési pályára érkezne, Liza "metafizikus" gyermekkori énjével folytatott beszélgetésen keresztül számot vet életével. A beszélgetés tovább folytatódik, miközben Los Angeles üres utcáin sétálnak unokatestvére, Mandy világvége partijára. Sétájuk során rövid interakciókat folytatnak számos személlyel, köztük mások metafizikai FÉ-ével – a fiatalabb énekkel, akik most láthatóvá váltak, mivel bizonyos végzet mindenki tudatosságát megemelte. A Lizák meglátogatnak néhány családtagot és barátot is, akiket még a vég előtt látni szeretnének.

## Szereplők
| Szerep      | Színész              | Magyar hang[forrás?]   |
| ----------- | -------------------- | ---------------------- |
| Liza        | Zoe Lister-Jones     | Réti Adrienn           |
| Kis Liza    | Cailee Spaeny        | Rudolf Szonja          |
| Mandy       | Whitney Cummings     | Kis-Kovács Luca        |
| Celine      | Tawny Newsome        | Nemes Takách Kata      |
| Ezra        | Finn Wolfhard        | Baráth István          |
| Gary        | Nick Kroll           | Karácsonyi Zoltán      |
| Nate        | Logan Marshall-Green | Makranczi Zalán        |
| Derek       | Bobby Lee            | Elek Ferenc            |
| Manny       | Fred Armisen         | Fekete Zoltán          |
| John        | Glenn Howerton       | Láng Balázs            |
| Kenny       | Bradley Whitford     | Tarján Péter           |
| Stand Up    | Ayo Edebiri          | Podlovics Laura        |
| Jet         | Sharon Van Etten     | Sipos Eszter Anna      |
| Alay        | Olivia Wilde         | Szávai Viktória        |
| Sal         | Paul W. Downs        | Hamvas Dániel          |
| breaktáncos | Raymond Cham Jr.     | Penke Bence            |
| Larry       | Lamorne Morris       | Horváth-Töreki Gergely |
| Diaz        | Angelique Cabral     | Mezei Kitty            |
| Joe         | Rob Huebel           | Minárovits Péter       |
| Dave        | Paul Scheer          | Seszták Szabolcs       |
| Lucinda     | Helen Hunt           | Spilák Klára           |
| Charlie     | Colin Hanks          | Szatory Dávid          |
| Lonny       | Charlie Day          | Kovács Lehel           |
| Krista      | Mary Elizabeth Ellis | Solecki Janka          |
| önmaga      | Pauly Shore          | Stohl András           |

## A film készítése
Wein és Zoe Lister-Jones számos színészbarátjukat, sőt, olyan színészeket is megkerestek, akiket nem ismertek, mondván: „Ha érdekel, hogy elkezdjetek kilépni a szabadba, bármilyen módon és bármilyen energiaszinttel, mi félúton találkozhatunk veled.” A házaspár úgy érezte, a sokéves közös munka során szerzett tapasztalataik segítettek abban, hogy ezt egy ilyen nagy és változatos szereplőgárdával, számos vignettából álló sorozattal tegyék.
A filmet a kaliforniai Los Angelesben forgatták és a koronavírus-járvány ideje alatt fejezték be.

## Bemutató
Világpremierje a 2021-es Sundance Filmfesztiválon volt 2021. január 29-én. A tervek szerint 2021 márciusában a South by Southwest fesztiválon is bemutatták volna: ez egy virtuális SXSW fesztivál lett, mivel Austinban a COVID-19 járvány változatlanul problémát okozott. 2021 májusában az American International Pictures megvásárolta a film globális forgalmazási jogait, és 2021. július 20-ra tűzte ki a film amerikai bemutatóját. A COVID-19 hulláma azonban 2021-ig elhúzódott, így a filmet végül Video on Demand és streaming szolgáltatásokon keresztül adták ki.

## Fordítás
- Ez a szócikk részben vagy egészben  a   How It Ends (2021 film) című angol Wikipédia-szócikk ezen változatának fordításán alapul.  Az eredeti cikk szerkesztőit annak laptörténete sorolja fel. Ez a jelzés csupán a megfogalmazás eredetét és a szerzői jogokat jelzi, nem szolgál a cikkben szereplő információk forrásmegjelöléseként.